# Melanotaenia fluviatilis
Melanotaenia fluviatilis är en fiskart som först beskrevs av Castelnau, 1878.  Melanotaenia fluviatilis ingår i släktet Melanotaenia och familjen Melanotaeniidae. Inga underarter finns listade i Catalogue of Life.